# Sepp Biebl
Josef „Sepp“ Biebl (* 30. Dezember 1936 in München) ist ein ehemaliger deutscher Eisschnellläufer.
Biebl, der für den Münchener EV startete, nahm von 1958 bis 1961 meist an nationalen Wettbewerben teil und wurde dabei in den Jahren 1959 und 1960 deutscher Meister im Mehrkampf sowie im Jahr 1961 Zweiter. Er nahm an keiner Mehreuropameisterschaft und Mehrkampfweltmeisterschaft teil. Bei seiner einzigen Teilnahme an Olympischen Winterspielen im Februar 1960 in Squaw Valley belegte Biebl den 32. Platz über 5000 m. Von 1970 bis 2001 nahm er an nationalen Seniorenwettbewerben teil.

## Persönliche Bestzeiten
| Disziplin | Zeit        | Datum             | Ort     |
| --------- | ----------- | ----------------- | ------- |
| 500 m     | 45,19 s     | 1. Dezember 1979  | Inzell  |
| 1000 m    | 1:35,50 min | 20. Dezember 1958 | Wien    |
| 1500 m    | 2:20,69 min | 4. Dezember 1982  | München |
| 3000 m    | 4:46,95 min | 1. Dezember 1979  | Inzell  |
| 5000 m    | 8:43,80 min | 15. Januar 1961   | Inzell  |
| 10.000 m  | 18:12,0 min | 12. Januar 1961   | Inzell  |